# 花梨坎站
花梨坎站是北京地铁15号线上的一座车站，位于北京市顺义区空港街道京密路、天纬二路交叉口。

## 位置
花梨坎站位于京密路（G101、G111）和天纬二街交汇处北，呈南北走向。

## 结构
该站为高架车站，岛式站台设计。站内主要色调为中国红。站外原定设有45000平方米的公交枢纽和2000平方米的P+R停车场，但前者并未建设。
| 地上二层 站台层 |                          | █ 15号线往清华东路西口（国展） |
| 地上二层 站台层 | 島式月台，左側開门       |                                |
| 地上二层 站台层 | █ 15号线往俸伯（后沙峪） |                                |
| 地面层 站厅层   | 站厅                     | 安全检查、自动售票机、客服中心 |

## 出入口
|                           |        |                  |      |  |
| 编号                      | 指示   | 建议前往的目的地 | 照片 |  |
| 出口 · A · 无障碍通道标志 | 京密路 |                  |      |  |
| 出口 · B · 无障碍通道标志 | 京密路 |                  |      |  |
| 出口 · C                  | 京密路 |                  |      |  |
| 出口 · D                  | 京密路 |                  |      |  |
| 註： 設有                 |        |                  |      |  |